# Quest of Dungeons
Quest of Dungeons é um videojogo desenvolvido pelo estúdio português Upfall Studios, foi lançado a 25 de março de 2014, para Windows, Mac OS e iOS.

## Jogabilidade
O jogador pode assumir o papel de um dos quatro personagens. O jogador entra em uma mansão no último andar e tem que progredir gradualmente para baixo nos pisos de dificuldade cada vez maiores. Todo o jogo é gerado aleatoriamente, então monstros, armadilhas, pilhais nunca estão no mesmo lugar.